# Juventus Fútbol Club
El Juventus Fútbol Club  és un club nicaragüenc de futbol de la ciutat de Managua.

## Palmarès
- Lliga nicaragüenca de futbol:[2]
  - 1993, 1994

- Segona Divisió de Nicaragua:
  - 2010-11